# Saša Stamenković
Saša Stamenković (5 de janeiro de 1985) é um futebolista profissional sérvio que atua como goleiro.

## Carreira
Saša Stamenković representou a Seleção Sérvia de Futebol, nas Olimpíadas de 2008. 